# Km. 50
Km. 50 es una localidad peruana ubicada en el distrito de Chulucanas perteneciente a la provincia de Morropón del departamento de Piura, al norte del Perú.

## Demografía
En el 2017 Km.50 tenía una población de 2095 habitantes, según el INEI.
| Gráfica de evolución demográfica de Km. 50 entre 1993 y 2017 |
|                                                              |
| Fuentes: Población 1993 y 2017                               |